# Campeonato Mundial de Corta-Mato de 2008
O 36º Campeonato Mundial de Corta-Mato foi realizado no Holyrood Park em Edimburgo, Escócia, em 30 de março de 2008. Quatro corridas foram realizadas, uma masculina, uma feminina, uma júnior masculina e uma júnior feminina. Todas as corridas foram compostas por competições individual e por equipe. Esse foi o ano em que Kenenisa Bekele se tornou o primeiro atleta na história do Cross-Country a vencer seis títulos individuais de pista longa, desempatando com John Ngugi e Paul Tergat que ganharam 5 títulos.

## Resultados

### Corrida Longa Masculina

#### Individual
| Medalha | Atleta               | País     | Tempo     |
| Ouro    | Kenenisa Bekele      | Etiópia  | 34:38 min |
| Prata   | Leonard Komon        | Quênia   | 34:41 min |
| Bronze  | Zersenay Tadese      | Eritreia | 34:43 min |
|         | Resultados completos |          |           |

#### Equipas
| Medalha | Selecção | Marca   |
| Ouro    | Quênia · Leonard Komon (2º) · Joseph Ebuya (4º) · Moses Ndiema Masai (5º) · Gideon Ngatuny (7º) · Bernard Kipyego (10º) · Hosea Macharinyang (11º)                          | 39 pts  |
| Prata   | Etiópia · Kenenisa Bekele (1º) · Habtamu Fikadu (9º) · Sileshi Sihine (15º) · Gebre-egziabher Gebremariam (17º) · Dereje Debele (21º) · Abebe Dinkesa (42º)                 | 105 pts |
| Bronze  | Catar · Felix Kikwai Kibore (6º) · Ahmad Hassan Abdullah (8º) · Sultan Khamis Zaman (22º) · Mubarak Hassan Shami (25º) · Gamal Belal Salem (34º) · Essa Ismail Rashed (49º) | 144 pts |
|         | Resultados completos por equipas |         |

### Corrida Longa Feminina

#### Individual
| Medalha | Atleta               | País    | Tempo     |
| Ouro    | Tirunesh Dibaba      | Etiópia | 25:10 min |
| Prata   | Mestawet Tufa        | Etiópia | 25:15 min |
| Bronze  | Linet Masai          | Quênia  | 25:18 min |
|         | Resultados completos |         |           |

#### Equipas
| Medalha | Selecção | Marca     |
| Ouro    | Etiópia · Tirunesh Dibaba (1ª) · Mestawet Tufa (2ª) · Gelete Burka (6ª) · Meselech Melkamu (9ª)             | 18 points |
| Prata   | Quênia · Linet Masai (3ª) · Doris Changeywo (4ª) · Priscah Cherono (7ª) · Margaret Muriuki (8ª)             | 22 points |
| Bronze  | Austrália · Benita Johnson (11ª) · Lisa Jane Weightman (20ª) · Melissa Rollison (26ª) · Anna Thompson (27ª) | 84 points |
|         | Resultados completos por equipas                                                                            |           |

### Corrida Júnior Masculina

#### Individual
| Medalha | Atleta               | País    | Tempo     |
| Ouro    | Ibrahim Jeilan       | Etiópia | 22:38 min |
| Prata   | Ayele Abshero        | Etiópia | 22:40 min |
| Bronze  | Lucas Rotich         | Quênia  | 22:42 min |
|         | Resultados completos |         |           |

#### Equipas
| Medalha | Selecção                         | Marca  |
| Ouro    | Quênia                           | 21 pts |
| Prata   | Etiópia                          | 28 pts |
| Bronze  | Uganda                           | 37 pts |
|         | Resultados completos por equipas |        |

### Corrida Júnior Feminina

#### Individual
| Medalha | Atleta               | País    | Tempo     |
| Ouro    | Genzebe Dibaba       | Etiópia | 19:59 min |
| Prata   | Irine Cheptai        | Quênia  | 20:04 min |
| Bronze  | Emebt Etea           | Etiópia | 20:06 min |
|         | Resultados completos |         |           |

#### Equipas
| Medalha | Selecção                         | Marca  |
| Ouro    | Etiópia                          | 16 pts |
| Prata   | Quênia                           | 20 pts |
| Bronze  | Japão                            | 57 pts |
|         | Resultados completos por equipas |        |